# Filtro ativo
Um filtro activo é um tipo de filtro electrónico analógico, distinguido dos outros pelo uso de um ou mais componentes activos, que podem prover alguma forma de amplificação da potência. Tipicamenta este componente pode ser uma válvula termoiónica, um transistor ou um amplificador operacional.
A configuração de um filtro activo inclui:
- Filtros Sallen Key
- Filtros de estado variável